# اقبال کلوچه
اقبال کلوچه (به انگلیسی: Cookie's Fortune) یا شیرینی ثروت فیلمی محصول سال ۱۹۹۸ و به کارگردانی رابرت آلتمن است. در این فیلم بازیگرانی همچون گلن کلوز، جولیان مور، لیو تایلر، کریس اودانل، چارلز اس. داتون، پاتریشا نیل، ند بیتی، کورتنی بی. ونس، دونالد موفات، لایل لاوت، مت مالوی، مری مکدانل، نیسی نش و روفس توماس ایفای نقش کرده‌اند.